# Tournedos-sur-Seine
Tournedos-sur-Seine est une ancienne commune française située dans le département de l'Eure, en région Normandie, devenue le 1er janvier 2018 une commune déléguée au sein de la commune nouvelle de Porte-de-Seine.

## Géographie
Ancien village agricole, Tournedos s'est progressivement imposée en villégiature au début du siècle dernier, havre de paix, remarquable par sa quiétude et la beauté de ses paysages.
Les Parisiens s'y rendaient notamment en train, depuis la gare de Saint-Pierre-du-Vauvray, sur la liaison Paris-Rouen.
Une succession de fermes authentiques et de villas typiquement normandes, bordent le chemin de halage.
Les îles et terres aux alentours abritent de nombreuses espèces protégées d'oiseaux, et il n'est pas rare de croiser en plan vol des oies sauvages. La situation géographique de la commune, bordée par la Seine, les falaises, et les lacs, lui fait profiter d'un « micro-climat » particulier.

### Localisation
| Val-de-Reuil | Val-de-Reuil, Poses | Amfreville-sous-les-Monts (par un angle) |
| Val-de-Reuil | Tournedos-sur-Seine | Vatteville Connelles                     |
| Val-de-Reuil | Porte-Joie          |                                          |

### Hydrographie
La commune est riveraine de la Seine.

## Toponymie
Le nom de la localité est attesté sous ses formes primitives Sanctus Saturninus en 1006 (charte de Richard II citée par L. P.), Novavilla en 1026 (charte de Richard II citée par L. P.), puisTournetot en 1631 (Tassin, Plans et profilz),.
L'origine du nom du village remonte à une légende mettant en scène Richard Sans-Peur. La légende de Tournedos est rapportée par Paul Goujon, avocat, en 1863.
« Richard Ier, duc de Normandie, avait épousé Agnès, fille de Hugues le Grand et sœur de Hugues Capet, dont il favorisa l'élévation au trône. Quelque temps après la mort de la princesse, – advint un jour, comme il chassoit, surprit par la nuict, se logea chez son forestier, à Sargeville, près Arques. Sa femme lui sembla si belle qu’il la demanda à son mari qui n'osa l'éconduire. Et incontinent, en vint advertir sa femme ; laquelle secrètement supposa la nuict en son lieu et place, sa sœur Gonnor, fille qui la surpassoit en beauté, dont le duc se contenta et la prinst quelque temps après pour femme et épouse.

Après que le duc Richard eut longuement entretenu la demoiselle Gonnor et qu’elle eût de luy trois fils et trois filles, les prélats et barons de Normandie luy prièrent qu'il l'espousast, luy remonstrant la bonne grâce et vertu dont elle estoit aornée et qu'il en avoit une belle lignée ; et ainsi le fist, aussi l'aymoit-il fort et ses enfants pareillement, lesquels, afin de les légitimer et faire que son fils Robert fust pourveu à la dignité archiépiscopale de Rouen, combien qu'ils fussent de grand âge, ils furent tous mis sous le drap.

La première nuit que la duchesse Gonnor coucha avec le duc son seigneur, puisqu'il l'eust espousée, elle luy tourna le dos. Avoy, dit-il, tu as couché à moy et oncq ne le fiz. – Par foy, dist la dame Gonnor, sire, je souloys gésir en vostre lit faisois vostre volonté, mis à présent, je gis au mien et gerray, si Dieu plaist, m'y coucheray sur lequel costé que je vouldre. Du temps passé, ce lit estoit vostre, mis à présent, je puis dire il est nostre. J'y souloys coucher en doubte, à présent, grâce à Dieu, je y geiz à seureté. Lors elle se print à rire et se torna devers le duc. De la vient que le village où ce fait advint a pris le nom de Tournedos. »
La commune est riveraine de la Seine.

## Histoire
Jadis, Tournedos disposait d'une école communale, dont l'édifice est toujours visible à l'entrée du village.
Les photographies de la crue de 1910 témoignent également de la morphologie du terrain, strictement inondable.

### Époque contemporaine
Le 1er janvier 2018, Porte-Joie et Tournedos-sur-Seine fusionnent et laissent place à la commune nouvelle de Porte-de-Seine.

## Politique et administration

### Maires
| Période                                  | Période  | Identité           | Étiquette | Qualité |
| ---------------------------------------- | -------- | ------------------ | --------- | ------- |
| avant 1995                               | ?        | Michel Godret      | dvd       |         |
| mars 2014                                | En cours | Jean-Philippe Brun | dvd       |         |
| Les données manquantes sont à compléter. |          |                    |           |         |

### Tendances et résultats politiques
On distingue une ligne claire propre à la commune :
Élections présidentielles
Présidentielle 2007 : Nicolas Sarkozy 66,37 % vs Ségolène Royal 33,63 % ;
Présidentielle 2012 : Nicolas Sarkozy 68,22 % vs François Hollande 31,78 %.
Élections européennes 
Résultats Européennes 2014 :
- UMP 24,62 %
- Front national 24,62 %
- Union du centre 16,92 %
- Europe-Écologie-Les verts 9,23 %
- Union de la gauche 9,23 %
- Debout la France 4,62 %
- Citoyens du Vote Blanc 4,62 %
- Nous citoyens 3,08 %
- Nouvelle donne 3,08 %
- Extrême gauche 0 %

Résultats du 7 juin 2009 à 18 h 30 :
Listes :
- Parti de la France (C. Lang): 1,2 %
- FN (M. Le Pen) : 11,1 %
- PSE (G. Pargneaux) : 6,1 %
- Majorité présidentielle (D. Riquet) : 43,2 %
- Front de Gauche (J. Hénin) : 2,5 %
- Debout la République (T. Gregoire) : 6,1 %
- Lutte Ouvrière (E. Pecqueur) : 1,2 %
- NPA (C. Poupin) : 1,2 %
- Modem (C. Lepage) : 7,4 %
- Europe Écologie (H. Flautre) : 12,3 %
- Alliance écologiste indépendante (B. Frau) : 6,1 %
- Libertas (F. Nihous) : 0 %

## Démographie
L'évolution du nombre d'habitants est connue à travers les recensements de la population effectués dans la commune depuis 1793. Pour les communes de moins de 10 000 habitants, une enquête de recensement portant sur toute la population est réalisée tous les cinq ans, les populations de référence des années intermédiaires étant quant à elles estimées par interpolation ou extrapolation. Pour la commune, le premier recensement exhaustif entrant dans le cadre du nouveau dispositif a été réalisé en 2007.

En 2015, la commune comptait 100 habitants, en évolution de +7,53 % par rapport à 2009 (Eure : −0,25 %, France hors Mayotte : +2,11 %).
| 1793 | 1800 | 1806 | 1821 | 1831 | 1836 | 1841 | 1846 | 1851 |
| ---- | ---- | ---- | ---- | ---- | ---- | ---- | ---- | ---- |
| 222  | 180  | 221  | 201  | 213  | 211  | 213  | 205  | 203  |

| 1856 | 1861 | 1866 | 1872 | 1876 | 1881 | 1886 | 1891 | 1896 |
| ---- | ---- | ---- | ---- | ---- | ---- | ---- | ---- | ---- |
| 175  | 171  | 150  | 145  | 137  | 133  | 143  | 135  | 124  |

| 1901 | 1906 | 1911 | 1921 | 1926 | 1931 | 1936 | 1946 | 1954 |
| ---- | ---- | ---- | ---- | ---- | ---- | ---- | ---- | ---- |
| 118  | 125  | 104  | 112  | 112  | 98   | 85   | 101  | 96   |

| 1962 | 1968 | 1975 | 1982 | 1990 | 1999 | 2006 | 2007 | 2012 |
| ---- | ---- | ---- | ---- | ---- | ---- | ---- | ---- | ---- |
| 94   | 101  | 106  | 87   | 113  | 135  | 103  | 98   | 100  |

| 2015 | - | - | - | - | - | - | - | - |
| ---- | - | - | - | - | - | - | - | - |
| 100  | - | - | - | - | - | - | - | - |

## Culture locale et patrimoine

### Lieux et monuments
- Église Saint-Saturnin[13], vendue comme bien national, puis détruite.
- Croix du cimetière du XVIIIe siècle[14].
- Manoir de Tournedos-sur-Seine[15]
- Château de Tournedos-sur-Seine au lieu-dit Pampou[16]. Il date du XIXe siècle et est privé. Le ministre plénipotentiaire André Théodore Pichon, baron d'Empire, y a résidé (1805-1891)[17],[18]. Il a été habité l'été par l'actrice Augustine Leriche, dans les années 1910[19],[20].

### Patrimoine naturel
ZNIEFF
L'île de Pampou fait partie d'une zone naturelle d'intérêt écologique, faunistique et floristique.

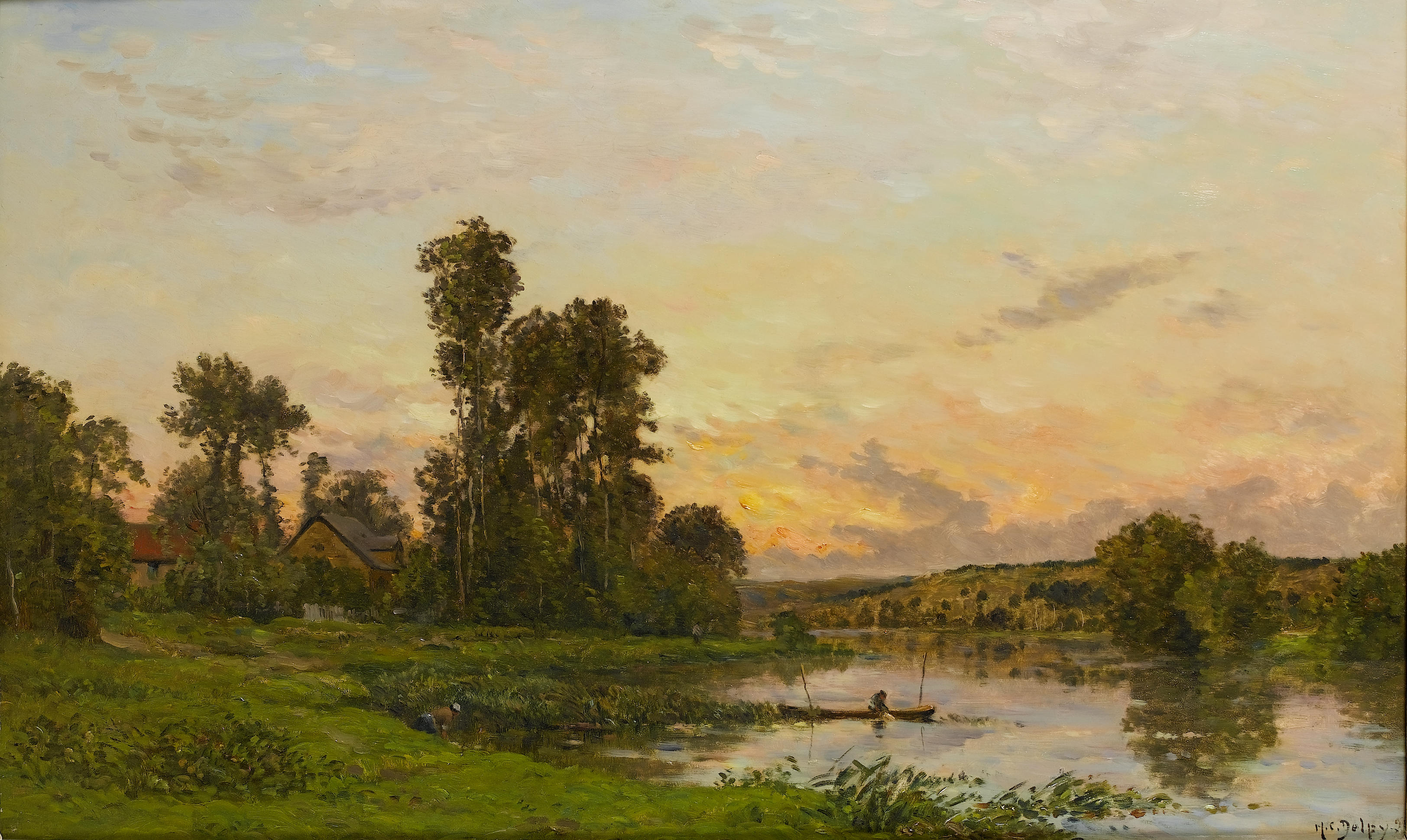
Par Hippolyte Camille Delpy :
Soleil couchant, Pampoux-sur-Seine
[Île de Pampou] (1899).

Site inscrit
- Les falaises de l'Andelle et de la Seine  Site inscrit (1981)[22].